# Roccabianca
Roccabianca is een gemeente in de Italiaanse provincie Parma (regio Emilia-Romagna) en telt 3154 inwoners (31-12-2004). De oppervlakte bedraagt 40,2 km², de bevolkingsdichtheid is 78 inwoners per km².
De volgende frazioni maken deel uit van de gemeente: Altocò, Fontanelle, Fossa, Ragazzola, Rigosa, Salde, Stagno.

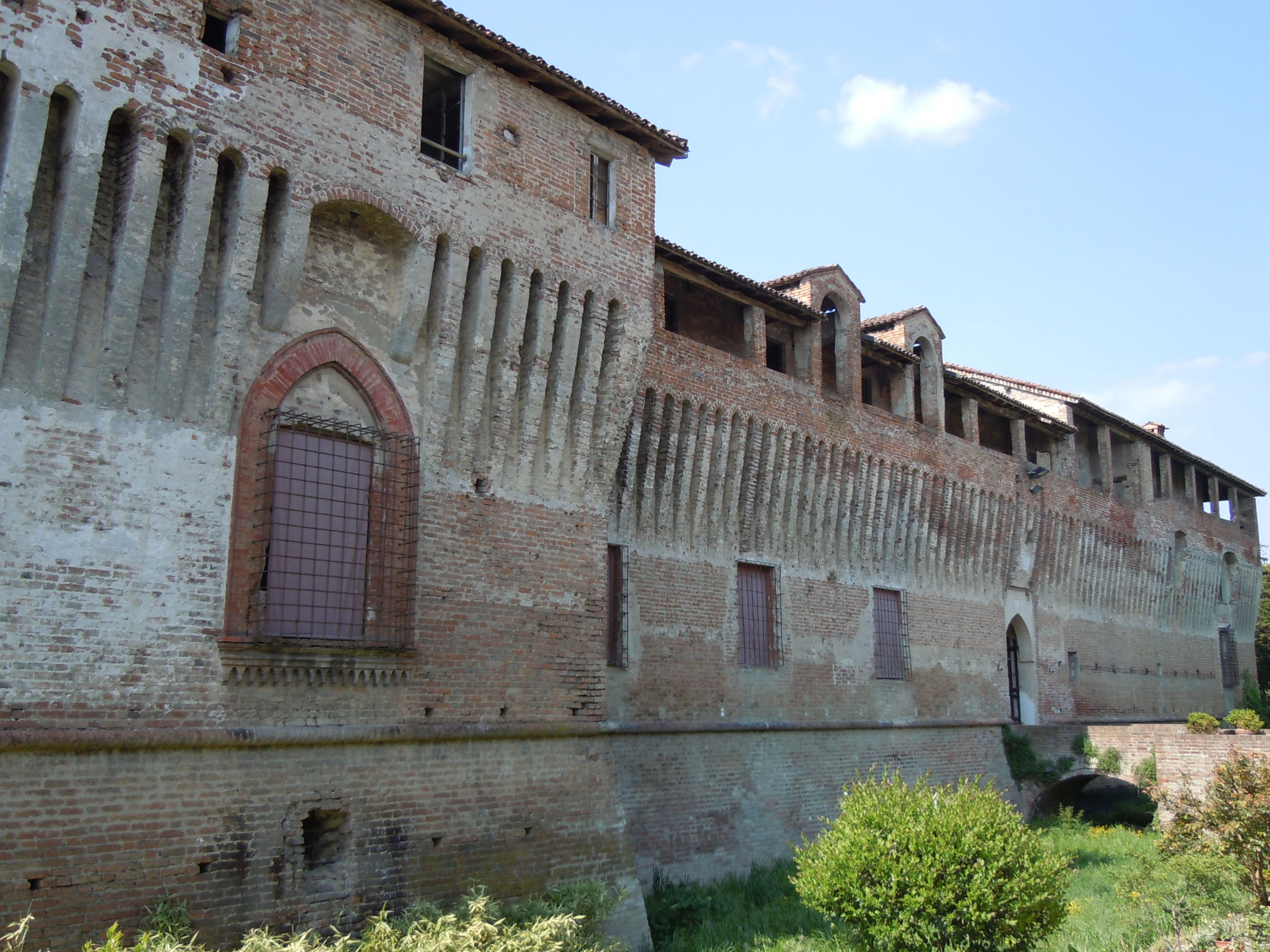
Kasteel van Roccabianca
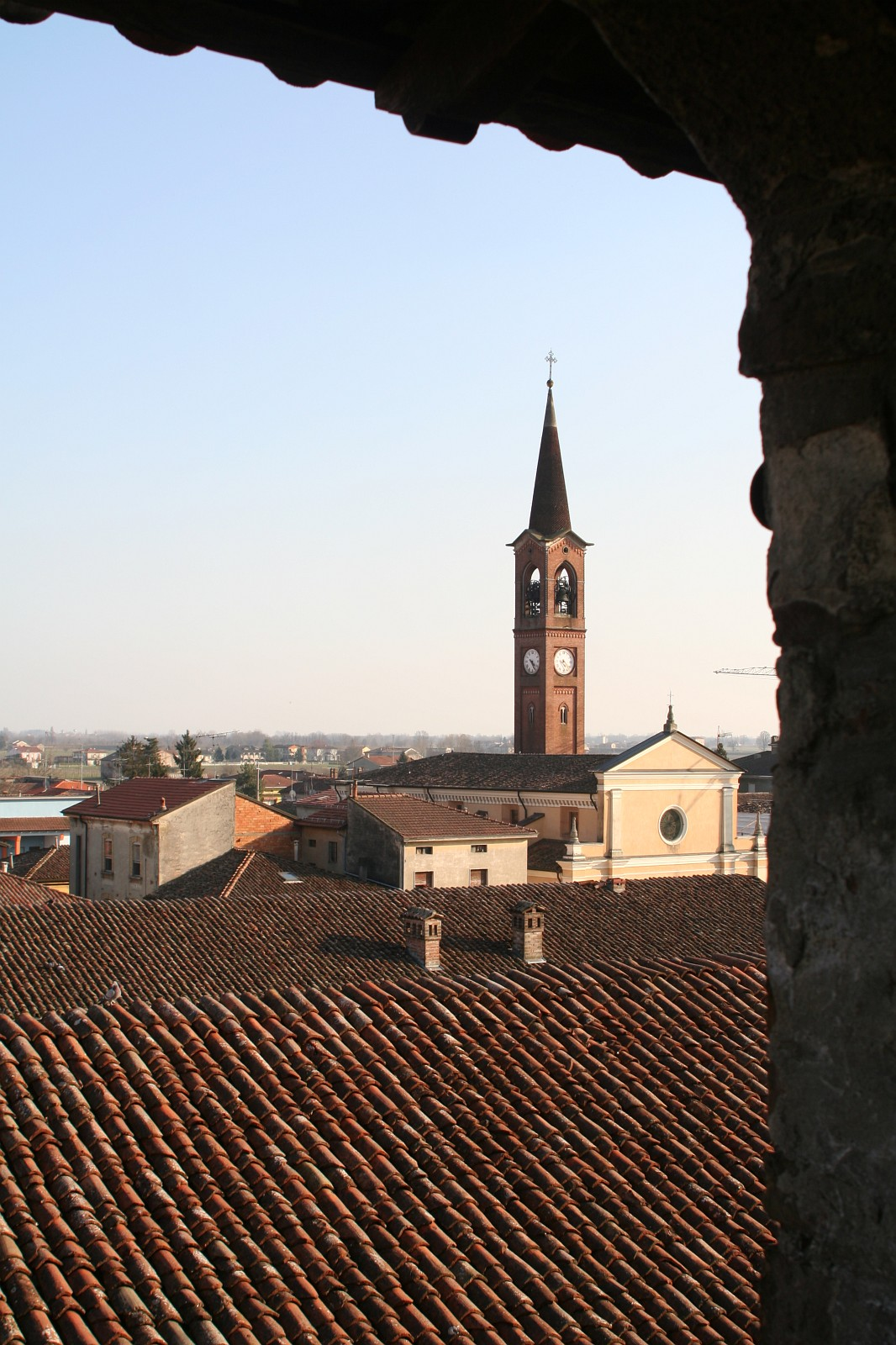
Uitzicht over Roccabianca

## Demografie
Roccabianca telt ongeveer 1258 huishoudens. Het aantal inwoners daalde in de periode 1991-2001 met 3,9% volgens cijfers uit de tienjaarlijkse volkstellingen van ISTAT.
| Jaar | Inwoneraantal |
| ---- | ------------- |
| 1991 | 3259          |
| 2001 | 3133          |

## Geografie
Roccabianca grenst aan de volgende gemeenten: Motta Baluffi (CR), San Daniele Po (CR), San Secondo Parmense, Sissa Trecasali, Soragna, Torricella del Pizzo (CR), Zibello.

## Geboren in Roccabianca
- Giovannino Guareschi (1908-1968), journalist, humorist en romanschrijver (geestelijke vader van Don Camillo en Peppone)

Albareto · Bardi · Bedonia · Berceto · Bore · Borgo Val di Taro · Busseto · Calestano · Collecchio · Colorno · Compiano · Corniglio · Felino · Fidenza · Fontanellato · Fontevivo · Fornovo di Taro · Langhirano · Lesignano de' Bagni · Medesano · Mezzani · Monchio delle Corti · Montechiarugolo · Neviano degli Arduini · Noceto · Palanzano · Parma · Pellegrino Parmense · Polesine Parmense · Roccabianca · Sala Baganza · Salsomaggiore Terme · San Secondo Parmense · Sissa Trecasali · Solignano · Soragna · Sorbolo · Terenzo · Tizzano Val Parma · Tornolo · Torrile · Traversetolo · Valmozzola · Varano de' Melegari · Varsi · Zibello
- Gemeinsame Normdatei: 4773973-3
- MusicBrainz: 51ad488c-8983-4824-8c94-f5c715ee36a8
- Virtual International Authority File: 240560465

1. ↑  https://demo.istat.it/?l=it.